# أمسكرت (تزيوكت)
أمسكرت هو دُوَّار يقع بجماعة تيسراس، إقليم تارودانت، جهة سوس ماسة في المملكة المغربية. ينتمي الدوّار لمشيخة تزيوكت التي تضم 46 دوار. يقدر عدد سكانه بـ 187 نسمة حسب الإحصاء الرسمي للسكان والسكنى لسنة 2004.

## روابط خارجية
- البوابة الوطنية للجماعات الترابية
- المندوبية السامية للتخطيط